# 유전성 구상적혈구증
유전성 구상적혈구증(遺傳性球狀赤血球症, hereditary spherocytosis) 또는 민코브스키-쇼파드 증후군(Minkowski–Chauffard syndrome)은 적혈구의 상염색체 우성 이상이다. 이 질병은 적혈구가 모양을 바꾸도록 하는, 막단백질과 관련한 유전자 돌연변이에 의해 발병한다. 정상적인 모양은 구 모양의 적혈구이지만, 비정상 적혈구는 구 모양(구상적혈구)이다.

## 병리생리학
| 유형 | OMIM   | 유전자 | 위치      |
| ---- | ------ | ------ | --------- |
| HS1  | 182900 | ANK1   | 8p11.2    |
| HS2  | 182870 | SPTB   | 14q22-q23 |
| HS3  | 270970 | SPTA   | 1q21      |
| HS4  | 109270 | SLC4A1 | 17q21-q22 |
| HS5  | 612690 | EPB42  | 15q15     |

## 치료
- 비장절제술
- 부분 비장절제술
- 담낭적출술이 필요할 수 있다.[1]

## 같이 보기
- 구상적혈구
- 빈혈
- 혈액학